# Hrabstwo Pike (Kentucky)

Piramida wieku hrabstwa

Hrabstwo Pike – hrabstwo w USA, w stanie Kentucky. Według danych z 2010 roku, hrabstwo zamieszkiwały 65024 osoby. Siedzibą hrabstwa jest Pikeville.

## Miasta
- Cedarville
- Coal Run Village
- Elkhorn City
- Pikeville

## CDP
- Freeburn
- McCarr
- Phelps
- South Williamson
- Virgie